# Diogmites atriapex
Diogmites atriapex är en tvåvingeart som beskrevs av Carrera 1953. Diogmites atriapex ingår i släktet Diogmites och familjen rovflugor. Inga underarter finns listade i Catalogue of Life.